# Diatrypa pallidilabris
Diatrypa pallidilabris är en insektsart som beskrevs av Lucien Chopard 1912. Diatrypa pallidilabris ingår i släktet Diatrypa och familjen syrsor. Inga underarter finns listade i Catalogue of Life.